# Hejnał Płońska
Hejnał Płońska – hejnał miejski Płońska został skomponowany i odegrany po raz pierwszy z okazji obchodów 600 lecia miasta. Jest jednym z symboli miasta. Można go usłyszeć codziennie w samo południe spacerując ulicami miasta.